# Adorazione dei Magi (Giotto)
L'Adorazione dei Magi è un affresco (200x185 cm) di Giotto, databile al 1303-1305 circa e facente parte del ciclo della Cappella degli Scrovegni a Padova. È compresa nelle Storie di Gesù del registro centrale superiore, nella parete destra guardando verso l'altare. 

## Descrizione e stile
Come fonti delle scene cristologiche Giotto usò i Vangeli, lo Pseudo-Matteo, il Protovangelo di Giacomo e la Leggenda Aurea di Jacopo da Varazze.
La scena si svolge sotto un'impalcatura lignea simile a quella Natività su uno sfondo roccioso. Maria, vestita di una veste rosso intenso con bordature d'oro e da un manto blu oltremare (quasi completamente perduto), offre il Figlio in fasce e coperto da una mantellina verde pastello all'adorazione dei Re Magi, accorsi seguendo la stella cometa che si vede in alto. Ciascuno ha i calzari rossi, simbolo di regalità. Il primo re, quello anziano, è già inginocchiato ed ha deposto la sua corona in terra, mentre il suo regalo è probabilmente il reliquiario d'oro tenuto dall'angelo a destra. Il secondo re, di età matura, porta un corno colmo di incenso, mentre quello più giovane una coppa di cui solleva il coperchio per mostrare l'unguento di mirra. I tre doni simboleggiano rispettivamente la regalità del nascituro, la sua santità e il presagio della sua morte (la mirra si usava infatti per profumare i cadaveri). Dietro i Magi stanno due alti cammelli, gustoso dettaglio esotico nuovo nell'iconografia, bordati di finiture rosse, raffigurati con spiccato naturalismo e tenuti da due inservienti di cui solo quello in primo piano è visibile. 
Dietro Maria assiste san Giuseppe e i due angeli, di cui uno, con estremo naturalismo, si trova in corrispondenza della trave della capanna ed ha quindi il viso coperto. Un muto dialogo si svolge tra i volti dei presenti, che intrecciano gli sguardi con grande naturalezza, evitando qualsiasi fissità di matrice bizantina. 
Alcuni dettagli sono legati alla quotidianità del Trecento, come la struttura "moderna" della capanna o la foggia degli abiti, come quello dell'angelo che ha la manica stretta ai polsi e larga ai gomiti.
La cometa che si vede sul dipinto è forse stata ispirata dalla Cometa di Halley, di cui il pittore poteva essere stato testimone nel 1301. 
Delicate sono le tonalità dei colori, che spiccano sull'azzurro del cielo (in questo caso un po' danneggiato), armonizzandosi con le altre scene della cappella.

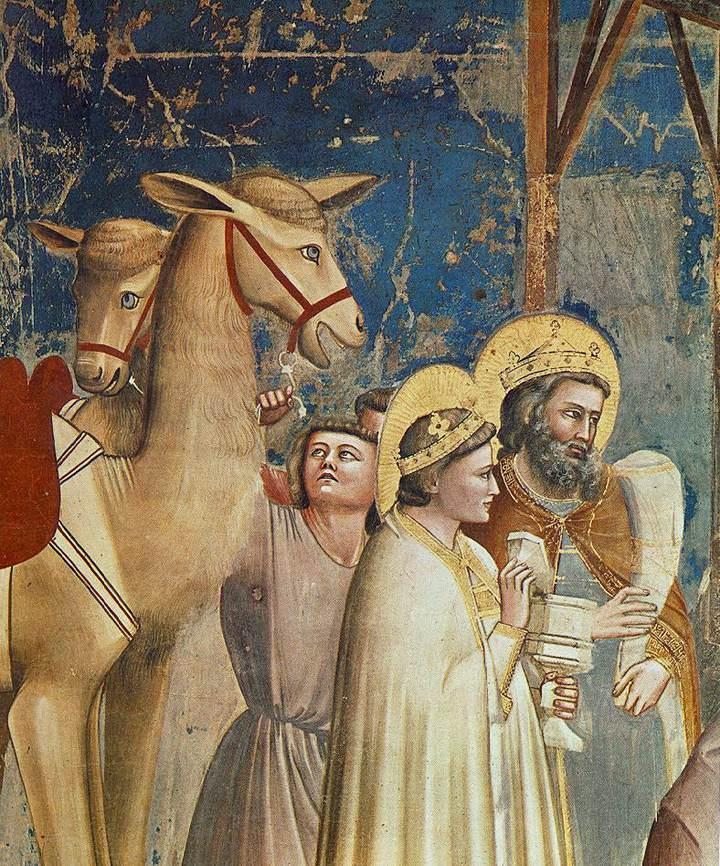
Dettaglio
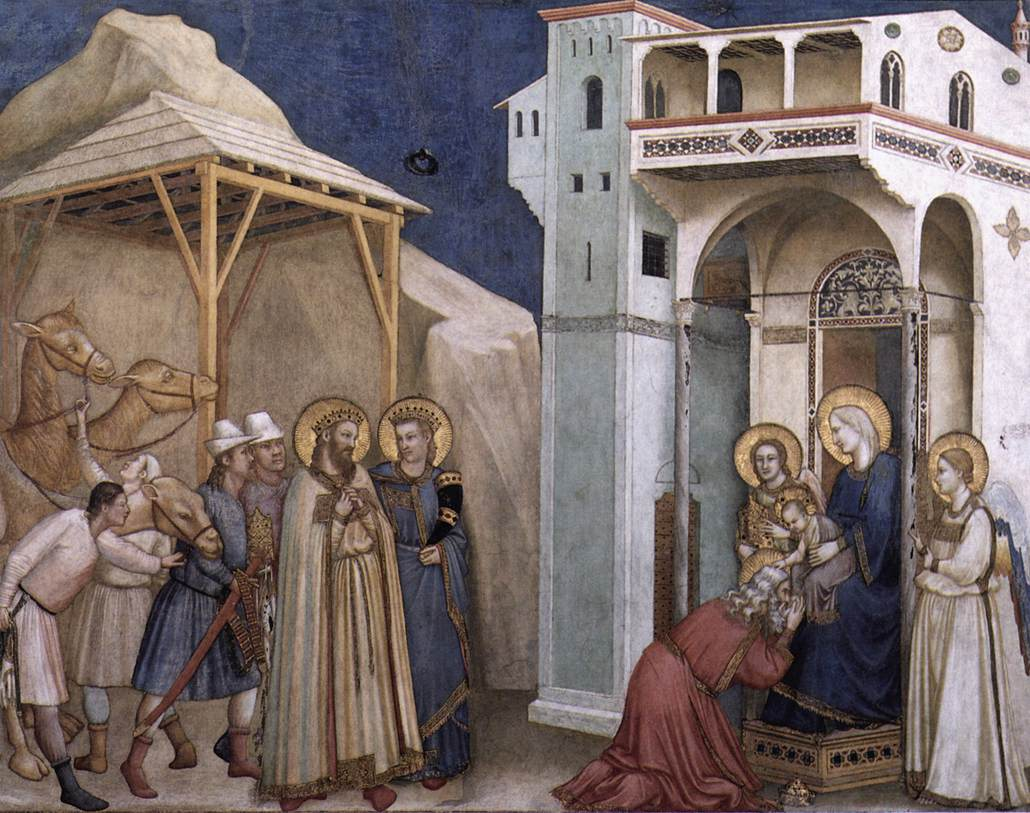
L'Adorazione dei Magi di Giotto e bottega nel transetto destro della basilica inferiore di Assisi